# Wolfgang Lotz

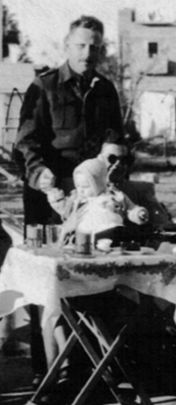
Wolfgang Lotz, 1950

Wolfgang Lotz  (1921-1993) là một trong những điệp viên giỏi của Mossad. Ông được mệnh danh là Con mắt của Tel-aviv tại Cairo.
Lotz sinh năm 1921 tại thành phố Manheim - Đức. Mẹ ông là Helene (một nữ nghệ sĩ Do Thái), cha ông, người Đức, tên là Hans (một tín đồ Cơ Đốc giáo-đồng thời là chủ nhà hát Hamburg (sau chuyển về Berlin)). Sau khi hitler cầm quyền, bố mẹ ông li hôn, mẹ đưa ông di cư sang Palestine. Ông đổi tên thành Ze'ev Gur-Aryeh (tiếng Do Thái nghĩa là con sói).
Ông theo học tại Trường Nông nghiệp Ben Shemen. Ông rất đam mê cưỡi ngựa và được phong là "Kị sĩ xuất sắc".
Sau khi thế chiến II bùng nổ, Lotz gia nhập quân đội Anh chiến đấu tại chiến trường Ai Cập và Bắc Phi với tập đoàn Phát xít do tướng Erwin Rommel cầm đầu. Ông thành thạo nhiều thứ tiếng nhu Anh Đức, Ả rập, Do Thái,... thời gian đó, ông tham gia tổ chức Haganah (sau phát triển thành Quân đội bảo vệ Israel).
Trong thời gian từ 1948 tới 1949, Lotz tham gia cuộc chiến giành độc lập cho Israel với quân hàm trung úy. Đến năm 1958, ông tham gia cuộc chiến tại bán đảo Sinai và được thăng hàm thiếu tá.
Với vẻ ngoài rất giống một sĩ quan Đức "tóc vàng, uống rượu khoẻ" cùng tài năng diễn xuất từ mẹ ông được Mossad tuyển dụng làm điệp viên. Với thuận lợi là cha ông là người Đức, Mossad không khó để làm giấy căn cước cho ông. Năm 1962, ông được Mossad phái sang Ai Cập hoạt động.
Với vỏ bọc là khách du lịch và nhà chăn nuôi ngựa, lotz dễ dàng vào Ai Cập. Trong 6 tháng, Ông đã làm quen với nhiều nhân vật có vị thế trong xã hội và quân đội Ai Cập như tướng A.S.Sulaiman, tướng Apudul, tướng Osman,.. thậm chí là phó tổng thống Ai Cập Husseim Safei. ông thu thập được nhiều tin tinh báo lớn như:
- Thông tin về khu tên lửa Ai Cập;
- Thông tin về cuộc xâm chiếm Suez;
- Chiến dịch cải tổ quân đội Ai Cập, cùng nhiều thông tin về Không quân Ai Cập và các căn cứ bí mật ở Suez;

Vợ ông là Waltraud Martha Neumann - một người Mỹ gốc Đức (quen trong một lần sang Paris găp giao liên). Ông bị bắt năm 1965 do bị dò được máy phát điện báo. Nhưng do khôn khéo bịa đặt và nhờ vào các mối quan hệ cũ, không giống Eli Cohen (bị tử hình sau khi bị phát hiện là điệp viên), ông chỉ bị chung thân và sống trong điều kiện khá tốt.
Ngày 3 tháng 2 năm 1968, Israel đã chuộc ông bằng 5000 tù binh Ai Cập gồm cả chín vị tướng. Ông rất ngạc nhiên, Ông có thể được coi là điệp viên đắt giá nhất trong lịch sử.